# 암행어사 박문수
"암행어사 박문수"는 1962년 공개된 대한민국의 영화이다.

## 배역
- 김진규 : 박문수 역
- 김지미 : 설영 역
- 조미령 : 소향 역
- 김희갑
- 구봉서
- 이예춘
- 황해 : 동춘 역
- 김승호
- 양훈 : 엄 좌수 역
- 최남현 : 김 대감 역
- 양미희
- 황정순 : 박문수 모 역
- 조항
- 김칠성
- 조석근
- 남춘역
- 최삼
- 임해림
- 복원규
- 박민호
- 최성
- 김용학
- 장미
- 정철
- 경윤수
- 김효진